# Grasjevo
Grasjevo (bulgariska: Грашево) är ett distrikt i Bulgarien.   Det ligger i kommunen Obsjtina Velingrad och regionen Pazardzjik, i den sydvästra delen av landet, 100 km sydost om huvudstaden Sofia.
I omgivningarna runt Grasjevo växer i huvudsak blandskog. Runt Grasjevo är det ganska tätbefolkat, med 52 invånare per kvadratkilometer.